# Coteaux-de-montélimar
Le coteaux-de-montélimar est un vin élaboré dans le sud de la Drôme, entre Montélimar, Marsanne et Dieulefit. Il fut connu de 1968 jusqu'à 2009, sous le nom de vin de pays de la Valdaine puis Vin de pays des coteaux de Montélimar. Ce vin est protégé par une IGP de zone, incluse dans l'indication géographique protégée régionale Méditerranée.

## Histoire

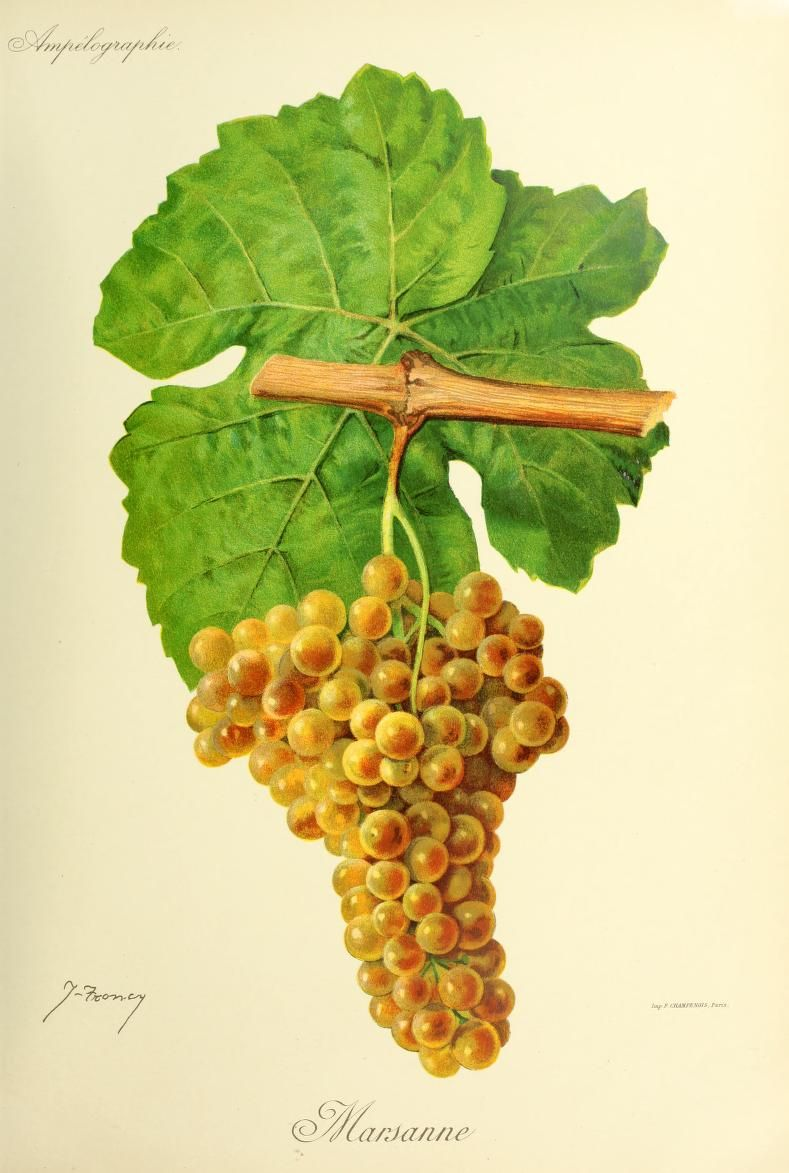
Grappe de Marsanne par Viala et Vermorel

L'histoire de ce terroir viticole commence avec un cépage, la marsanne, puisque tous les ampélographes s'accordent pour lui donner comme berceau Marsanne. La première attestation écrite Marsana (du nom latin Martianus) date de 1178 et se trouve dans la charte de fondation de l'abbaye de Bonlieu, une abbaye cistercienne féminine. Le XIIe siècle est à la fois la période des blancs manteaux d'églises décrite par Raoul Glaber et de la diversification des cépages de l'Europe occidentale. Cette dernière notion a été mise en exergue par A. Bouquet qui explique qu'après que les grandes invasions des Huns, Burgondes, Wisigoths et autres aient fait disparaître tout commerce de vin, puis que les Sarrasins aient détruit le vignoble, les vignes cultivées qui avaient échappé à la destruction retournèrent à l'état sauvage et s'intégrèrent aux populations de lambrusques qui peuplaient les forêts, les buissons et les haies. D'où une apparition de nouveaux cépages, comme la marsanne à Marsanne, par croisement entre des vignes sauvages et cultivées.
Lors des guerres que Raymond de Turenne mena en Valdaine contre l'anti-pape Clément VII, au début des années 1390, le vicomte s'empara aux portes de Montélimar d'un tonneau de vin de gràci ou vin de mère-goutte (mustum quod defluxerit). Fort apprécié, ce vin rosé, était le résultat de la fermentation du jus de raisin s’écoulant sous le propre poids de la vendange. Aujourd’hui, on parle de vin de goutte ou de saignée.

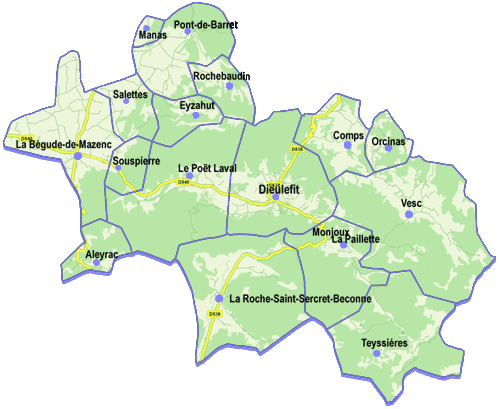
Pays de Dieulefit

Dans la cité de Dieulefit, en 1518, il est fait défense d'introduire du vin étranger et d'en acheter, avant l'épuisement du vin du crû. Le crieur public fut chargé de communiquer à la population cet interdit, rédigé dans un idiome mixte (mi-français, mi-provençal) : « You faut inhibition et defïense à toute personne de quelque estat et condicion que soyet que de aujourd'huey en tres ans non ayon a mettre dedins lo present luoc deugun vin ny vendymie que non sye creyssu au mandemant et territoire de Dieulefit que non paye ans consolz per l’intrage de chescune somma de vin tres gros et de chescune somma de vindymie dous gros et se sus la poync par ung chescung et chescune foyes que feront le contrere, de dix frans. ». 
Olivier de Serres, sieur du Pradel, fait mention dès la première édition, en 1600, de son Théâtre d'agriculture, (liv. 3, page 31), des vins de Dauphiné en général, mais surtout « des friands vins clairet de Montélimar. L'exposition la plus favorable, le sol, le climat, tout concourt à rendre les vignobles de Montélimar du plus utile produit. ». 
Ce qui permit à Pierre J. B. Le Grand d'Aussy de constater : « Jusqu'ici le Dauphiné n'a joué aucun rôle dans l'énumération de nos vignobles ; et, sans de Serres qui a cité Montelimar le nom de cette Province n'eût pas été prononcé avant le dix-septième siècle. Enfin voici le vin de l'Hermitage qui paroît sur la scène. ».  
Une requête des consuls et habitants de Dieulefit  indique l'on recueillait dans la commune assez de vin pour la consommation des habitants. Une délibération du 19 février 1669 réclamait « une nouvelle estimation des terres, la plupart des vignes aux coteaux étant mortes à cause des inondations récentes. ».  

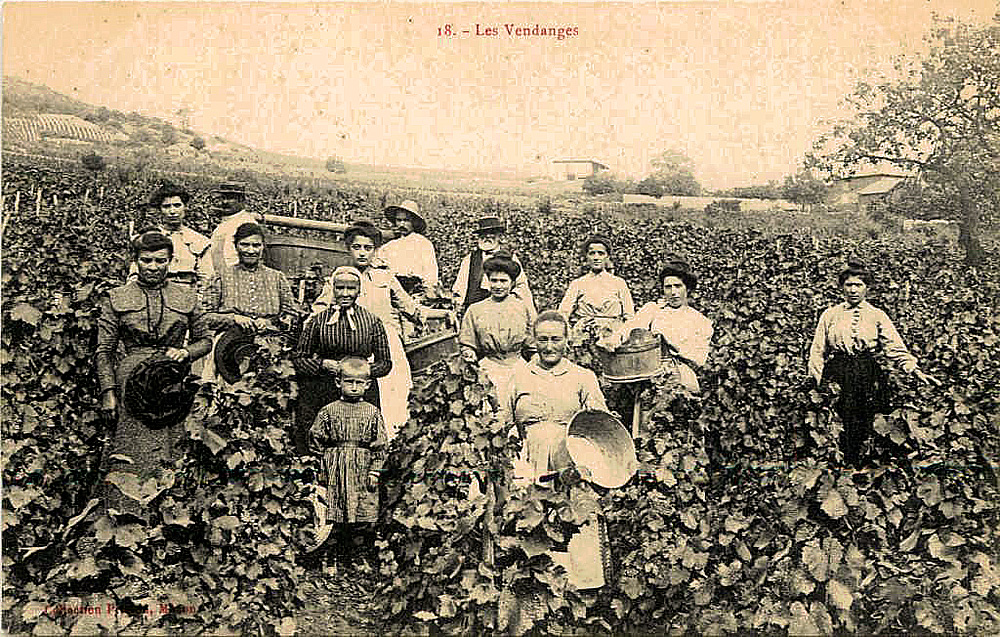
Vendanges en Valdaine

En 1781, à la veille de la Révolution, Faujas de Saint-Fonds indiquait que « Les vins de Montélimar étaient très renommés autrefois, car l'exposition des vignobles était des plus heureuse. Mais, malgré la grande étendue du terrain propre à la vigne, l'on a maladroitement planté des vignobles dans des terres à blé, et vingt-quatre espèces de raisins sont maintenant cultivées dans les vignes de Montélimar, abus très préjudiciable à la qualité des vins. ». En 1789, le tiers de l'arrondissement de Montélimar était encore couvert de vignes. 
Actuellement, selon les conditions fixées dans son cahier des charges, l'indication géographique protégée « Méditerranée » peut être complétée par le nom de deux unités géographiques de zone le « Comté de Grignan » et les « Coteaux-de-montélimar ».

## Situation géographique

### Orographie
Ce bassin de la Valdaine est constitué d'un vaste amphithéâtre qui s'ouvre à l'ouest sur la terrasse alluvionnaire de Montélimar et sur la vallée du Rhône. Il a une superficie de 300 km2 pour un diamètre d'une quinzaine de kilomètres.

### Géologie
Dans la Valdaine, les alluvions du Rhône, du Roubion et du Jabron recouvrent les calcaires du barrémo-bédoulien, dont les zones d'affleurement ont subi une importante karstification. De plus, une dépression piézométrique est observable dans les alluvions du Rhône près de Montélimar.

### Climat
Ce terroir est sous l'influence du climat méditerranéen avec un ensoleillement annuel dépassant les 2 400 heures,.
Les hivers sont généralement froids et secs avec un ressenti glacial quand le mistral souffle. Le printemps et l'automne connaissent des pluies d'orage parfois abondantes appelées orages cévenols ou épisode méditerranéen. L'été est généralement synonyme de périodes de chaleur avec une sécheresse accentuée par le mistral.
| Mois                              | jan.  | fév.  | mars | avril | mai   | juin  | jui.  | août  | sep.  | oct.  | nov.  | déc. | année   |
| --------------------------------- | ----- | ----- | ---- | ----- | ----- | ----- | ----- | ----- | ----- | ----- | ----- | ---- | ------- |
| Température minimale moyenne (°C) | 1,9   | 2,5   | 4,9  | 7,3   | 11,1  | 14,7  | 17,3  | 17    | 13,7  | 10,4  | 5,8   | 3    | 9,2     |
| Température maximale moyenne (°C) | 8,2   | 10,2  | 14,5 | 17,5  | 22,1  | 26,2  | 29,6  | 29,1  | 24,2  | 18,7  | 12,4  | 8,6  | 18,5    |
| Ensoleillement (h)                | 104,9 | 134,5 | 200  | 214,6 | 255,3 | 295,5 | 327,3 | 293,6 | 224,5 | 152,3 | 110,3 | 92,1 | 2 404,8 |
| Précipitations (mm)               | 64    | 45,2  | 47,1 | 81,3  | 83,1  | 55,2  | 48,7  | 57,7  | 116,2 | 135,8 | 100,5 | 70,5 | 905,3   |

Il est généralement admis par les géographes et climatologues que le défilé de Donzère, sur le Rhône, long de près de 3 km, marque la limite septentrionale du véritable climat méditerranéen dans la vallée du Rhône en termes d'ensoleillement et de cultures.

## Vignoble

### Présentation
L'IGP peut être produite sur les communes suivantes : Aleyrac, Ancône, La Bâtie-Rolland, La Bégude-de-Mazenc, Bonlieu-sur-Roubion, Charols, Cléon-d'Andran, Comps, Condillac, La Coucourde, Dieulefit, Espeluche, Eyzahut, La Laupie, Manas, Marsanne, Montboucher-sur-Jabron, Montélimar, Montjoux, Orcinas, Le Poët-Laval, Pont-de-Barret, Portes-en-Valdaine, Puygiron, Rochebaudin, Rochefort-en-Valdaine, Roynac, Saint-Gervais-sur-Roubion, Saint-Marcel-lès-Sauzet, Salettes, Sauzet, Savasse, Souspierre, Teyssières, La Touche, Les Tourrettes et Vesc.

### Encépagement
Les rouges et les rosés sont élaborés à base de syrah, mourvèdre, pinot noir, cabernet sauvignon, cinsault, carignan et marselan. 
Pour les blancs, s'assemblent chardonnay, marsanne, roussanne, viognier, muscat et grenache blanc.

### Méthodes culturales
Le rendement autorisé est de 80 hectolitres par hectare. Les vins produits sont majoritairement des vins d’assemblage. Les vins rouges sont marqués par leur intensité colorante élevée et par la souplesse des tanins. Les vins blancs et rosés grâce à une parfaite maîtrise des températures en œnologie, présentent un bel équilibre entre fruité, concentration et fraîcheur.

### Terroir et vins
Le vignoble situé sur une succession de plateaux et de coteaux en vallée du Rhône, compose une palette expressive de terroirs et de microclimats, qui permet d'obtenir toutes les nuances de vin, dans les trois couleurs avec une forte typicité.
Le rouge se présente dans une robe rubis aux reflets violets. Le nez dégage à l'agitation des arômes de fruits rouges et noirs (framboise, cassis, mure). En bouche, ce vin friand et gourmand, est fruité, tout en rondeur. Il se boit jeune et à une température de 16 °C.
Le rosé est habillé d'une robe saumon pâle. Son nez est fruité et délicat, avec des notes de petits fruits rouges. Sa bouche ronde est vive et fruitée. Il se consomme de préférence de frais à très frais.
Le blanc, à la robe jaune clair, à un nez marqué par des notes fruitées de poire et de pêche. À l'agitation se dégagent des pointes d’agrumes et de fruits exotiques. Ce vin à la bouche ronde et dense, est gras et vivace au palais, il se sert très frais à 13 °C.

### Type de vins et gastronomie

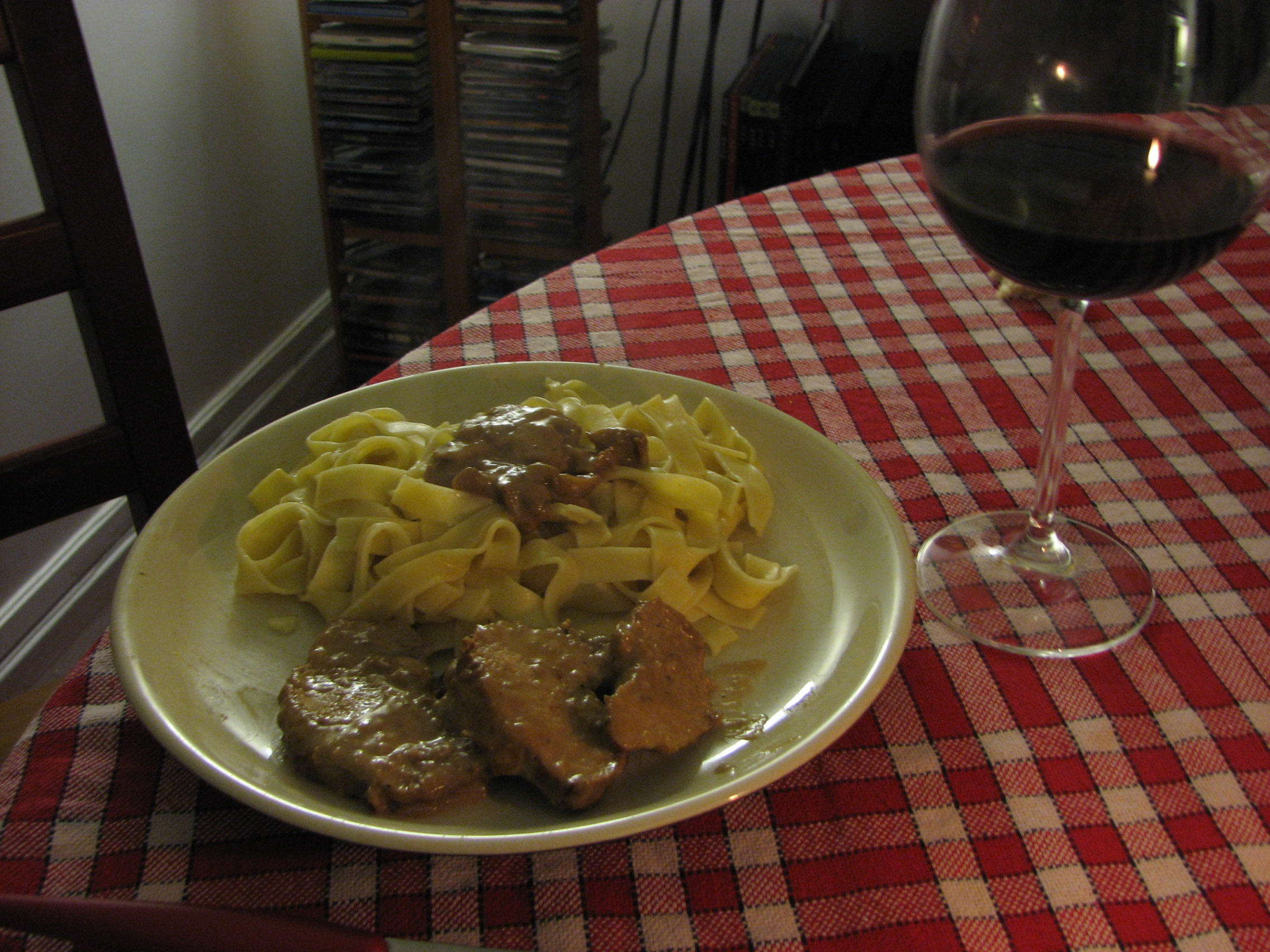
IGP Coteaux de Montélimar rouge et rôti de veau du Massif de Chambaran

Les accords régionaux sont conseillés. C'est pourquoi ces vins s'accordent parfaitement avec les mets de la cuisine dauphinoise : caillette, défarde, blettes à la voironnaise, crique, gratin dauphinois, tourton, œufs à la Monteynard, ravioles du Dauphiné, ravioles du Champsaur, croquette de Vinsobres, couve, lunettes de Romans, gâteau aux noix de Grenoble, pain-coing, pangée, pogne, ruifard de Valbonnais, suisse de Valence et tarte des Alpes. Dans ce cas plusieurs règles sont à appliquer, dont la principale est que pour un bon accord, le vin ne doit pas dominer le mets, et le mets ne doit pas dominer le vin.
Ces vins, situés à la limite du climat méditerranéen dans la vallée du Rhône, permettent aussi des mariages plus osés avec la cuisine méditerranéenne caractérisée par ses saveurs marquées d'olive, de tomates, de citron, de poivrons, comme le couscous, la ratatouille, les brochettes d'agneau, les différents tians provençaux et tajines nord-africains.